# 波呂尼刻斯
波呂尼刻斯（Polynices）是希臘神話中的一個人物。他是底比斯國王俄狄浦斯與其母親伊俄卡斯忒的兒子，厄忒俄克勒斯的兄弟。

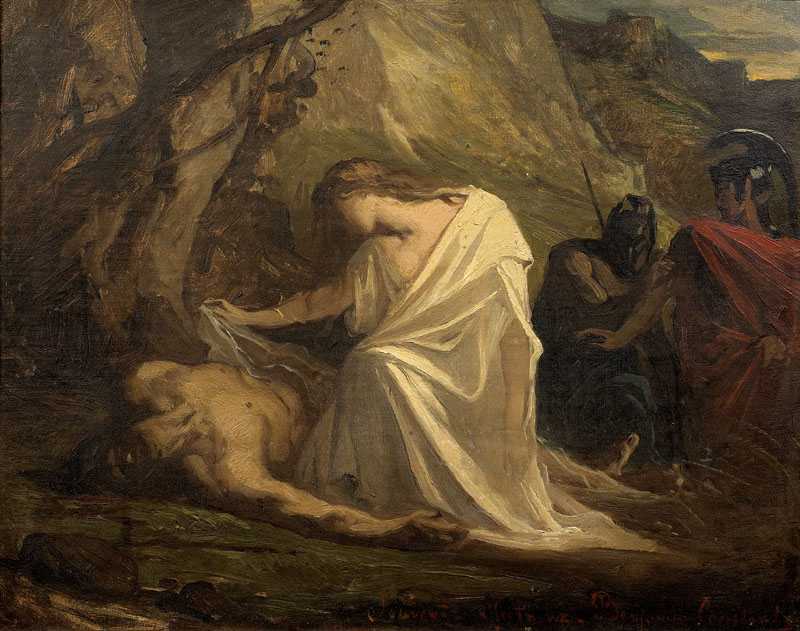
波呂尼刻斯與安提戈涅

在俄狄浦斯死後，波呂尼刻斯與厄忒俄克勒斯起初同意共享底比斯王位，各自輪流在位一年。當第二年輪到波呂尼刻斯的時候，厄忒俄克勒斯卻拒絕讓出王位，把他從底比斯驅逐。波呂尼刻斯前往阿爾戈斯請求國王阿德剌斯托斯的援助，阿德剌斯托斯答應協助他重返王位。他們召集了另外五位英雄，這七個人就是著名的希臘悲劇七將攻底比斯的七位將領。最終，他們率領的聯軍被底比斯徹底打敗，七將中除了阿德剌斯托斯全數陣亡，波呂尼刻斯與厄忒俄克勒斯兩人則在決鬥中同歸於盡。